# Heterosminthurus setiger
Heterosminthurus setiger is een springstaartensoort uit de familie van de Bourletiellidae. De wetenschappelijke naam van de soort is voor het eerst geldig gepubliceerd in 1961 door Gisin.